# Spindle Geyser
Spindle Geyser est un geyser de type « fontaine » situé dans le Lower Geyser Basin dans le parc national de Yellowstone aux États-Unis.
Spindle fait partie du White Creek Group dont font aussi partie A-0 Geyser et Botryoidal Spring. Il se trouve à environ 800 m au sud-est de l'aire de stationnement de Surprise Pool.
Ses éruptions durent quelques secondes et sont espacées de 1 à 3 minutes. Elles ont tendance à être de petite taille mais peuvent atteindre entre 30 et 90 cm. Avant 1985, elles atteignaient 3 m. Spindle émet aussi des coups souterrains que l'on peut ressentir quand on est debout près du geyser.